# Klára Hůrková
Klára Hůrková (* 15. února 1962 Praha) je básnířka, prozaička, učitelka, malířka a překladatelka, píšící česky a německy.

## Život
Klára Hůrková se narodila v Praze, kde absolvovala základní a střední vzdělání a též studium filozofie na Univerzitě Karlově. Ukončila je roku 1985 diplomovou prací o filozofii George Berkeleyho. O rok později získala doktorát z filozofie. Svému oboru se však z politických a osobních důvodů dlouho nevěnovala, nýbrž odešla již v roce 1986 z Prahy na Šumavu, kde pracovala jako zemědělská dělnice a později jako vychovatelka v dětském domově.
V srpnu roku 1989 emigrovala do Německa a odtamtud do Belgie. V roce 1991 se přestěhovala do německých Cách (Aachen), kde začala studovat anglistiku (literární vědu) a dějiny umění na Rheinisch-Westfälische Technische Hochschule. Ve stejné době se rovněž začíná věnovat své překladatelské činnosti a působit jako učitelka jazyků a filozofie. Svá studia, jejichž součástí byla i postgraduální stáž na University of East Anglia, Norwich, Velká Británie, ukončila doktorskou prací s názvem Mirror Images – A Comparison of the Early Plays of Václav Havel and Tom Stoppard.
V roce 1994 jí v nakladatelství PmD/Poezie mimo domov v Mnichově vyšla první básnická sbírka Verše z hor, inspirovaná jejím životem na Šumavě. Následovala první sbírka básní psaná německy, Fußspuren auf dem Wasser, 1998. Od té doby Klára Hůrková publikovala mnoho básnických sbírek v češtině, v němčině a v angličtině, kromě toho též dvě sbírky drobných próz, jednu novelu a četné překlady. Je editorkou tří antologií současné české a německé poezie. Její jednotlivé texty byly přeloženy do devíti jazyků a dílo oceněno v literárních soutěžích v různých zemích. Roku 2019 se stala členkou Českého centra mezinárodního P.E.N. klubu.[zdroj?]
V roce 2024 žila Klára Hůrková v Cáchách. Kromě své literární tvorby se věnuje vzdělávání dospělých jako učitelka anglického jazyka. Jejím druhým domovem je stále Česká republika, konkrétně Krušné hory.[zdroj?]

## Dílo
Beletrie
- Verše z hor. Básně, česky. Mnichov: PmD/Poezie mimo domov, 1994
- Fußspuren auf dem Wasser. Básně a krátká próza, německy. Weissach im Tal: Alkyon, 1998
- Vor der Sonnenwende. Básně, německy. Weissach im Tal: Alkyon, 2002
- Ausflüge und Aufenthalte. Básně, německy. Lübeck: Marienblatt, 2003
- Za práh zraku. Básně, česky. Praha: Dauphin, 2006
- Stillstand der Gräser. Básně, německy. Marklkofen: White Horse Edition, 2008
- Abziehbilder in der Luft / Obtisky ve vzduchu. Básně, německy a česky. St. Ingbert: Edition Thaleia, 2009
- Wende und Winkel / Změny a zákoutí. Básně, německy a česky. St. Ingbert: Edition Thaleia, 2012
- Zeitschritte / Časokroky. Básně, německy a česky. St. Ingbert: Edition Thaleia, 2015

- Neotcové. Novela, česky. Praha: Dauphin, 2016
- Der offene Raum / Otevřený prostor. Básně, německy a česky. St. Ingbert: Edition Thaleia, 2017
- Inseln und andere Skizzen. Povídky, německy. St. Ingbert: Edition Thaleia, 2019
- Licht in der Manteltasche. Básně, německy. Verl: chiliverlag, 2020
- Západní okraj zahrady. Povídky, česky. Praha: Dauphin, 2021
- Pozdější meditace. Básně, česky. Praha: Dauphin 2022
- Gehege mit Magnolien. Básně, německy. Ludwigsburg: POP Verlag 2023

Literární věda
- Mirror Images. A Comparison of the Early Plays of Tom Stoppard and Václav Havel. Aachen British and American Studies. Frankfurt am Main: Peter Lang, 2000

Editorská činnost a překlady
- Schlüsselsammlung / Sbírka klíčů. Česko-německá antologie poezie. Praha: Družstevní práce. Protis/Dauphin, 2007
- Über den Dächern das Licht / Nad střechami světlo. Česko-německá antologie poezie. Praha: Dauphin, 2014
- Klare Begegnungen / Jasná setkání. Česko-německá antologie poezie. Praha: Dauphin, 2018
- Ludwig Steinherr: Stránky světla / Die Seiten des Lichts. Vybrala a přeložila Klára Hůrková. Praha: Dauphin, 2022

## Ocenění díla
- The Hilton House Poet of the Year, Norwich, Velká Británie, 1998. (dvě ocenění – Special Commendations, Category A for Individual Poems a Category B for Collections), 1998[1]
- Laureát uměleckých cen Občanského sdružení V-Art, Písek, Česká republika, 2003[4]
- Wiener Werkstattpreis, Lyrik, Rakousko (1. místo hodnocení čtenářů, 2. místo hodnocení poroty) 2003[5]
- POLLY Preis für politische Lyrik (spolu s Monikou Littau a Marií Topali), Německo, 2017
- POSTPOETRY Preis Nordrhein-Westfalen, Německo, 2018[6][7]
- English Poetry Contest of the XLII World Congress of Poets, Itálie – Malta – Řecko, 2023 (1. místo v angl. jazyce)[8]